# Marilyn Douala Bell
Marilyn Douala Bell (Douala, 1957) è un'economista camerunese, presidente dell'associazione culturale doual'art con sede a Douala, in Camerun.

## Biografia
Marilyn Douala-Bell è nata in Camerun nel 1957. Ha frequentato la scuola superiore a Parigi dove ha conseguito una laurea magistrale in economia dello sviluppo e ha incontrato suo marito, lo storico d'arte Didier Schaub. Dopo essersi sposati nel 1986 si sono trasferiti a Douala.

## Carriera
Dal 1988 al 1993 è stata delegata e dirigente per la regione dell'Africa centrale dell'Association pour la Promotion des Initiatives Communautaires Africaines (APICA), un'organizzazione non governativa pan-africana con sede a Douala. Dal 1990 al 1991 ha documentato e analizzato le negoziazioni tra la popolazione locale, i fondatori e gli operatori pubblici per lo sviluppo urbano in collaborazione con APICA, l' Association Française de Volontaire du Progrès e il Groupe de Recherches et d'Echanges Technologiques.
Dal 1994 collabora con la cooperazione svizzera DDC come esperta internazionale nello sviluppo urbano e rurale, con la Banca mondiale, con la Commissione europea e con la Deutsche Gesellschaft für Internationale Zusammenarbeit, una cooperazione tedesca per lo sviluppo sostenibile e per la gestione di risorse.
A partire dal 2000 è responsabile delle politiche di sviluppo partecipativo urbano per la cooperazione decentrata della regione francese dell'Alsazia.

### Lavoro culturale
Ha co-fondato l'organizzazione culturale e il centro di arte contemporanea doual'art nel 1991. Nel 2007 lei e suo marito hanno creato il Salon Urbain de Douala, un festival triennale sull'arte pubblica.
Ha contribuito a numerose conferenze, in particolare su istituzioni culturali indipendenti e sull'arte e le trasformazioni urbane, tra cui il Kenya Workshop 2010 organizzato dalla Fondazione Mondriaan,  e Curating in Africa Symposium presso il Tate Modern di Londra.

## Pubblicazioni
- M. Douala Bell e L. Babina (eds.), Douala in Translation. A view of the city and its creative transformative potentials, episode publishers, Rotterdam 2007.
- Lexique du dévéloppement à la base, Editions APICA, 1997.
- La crise structurelle des économies minières africaines: les enseignements des années 70, University of Sussex. Institute of Development Studies, 1984.